# Karel Čapek

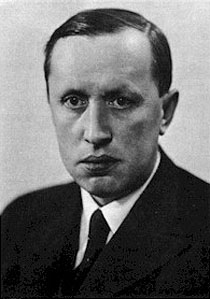
Karel Čapek

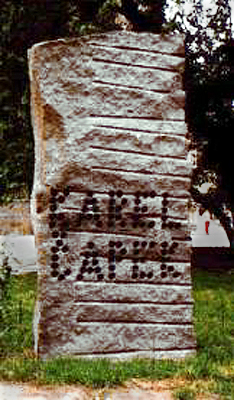
In Praag staat een monument ter nagedachtenis aan Karel Čapek en zijn broer Josef (andere zijde)

Karel Čapek uitspraakⓘ (Malé Svatoňovice, 9 januari 1890 – Praag, 25 december 1938) was een Tsjechisch schrijver.
Hij wordt gezien als een van de belangrijkste Tsjechische schrijvers. Hij schreef enkele werken samen met zijn broer Josef. Zijn bekendste werken kunnen als sciencefiction geclassificeerd worden, geheel in de lijn van Britse auteurs als Aldous Huxley en George Orwell. Hij staat bekend als de bedenker van het woord 'robot'. Het woord duikt voor het eerst op in zijn werk R.U.R. (Rossum's Universele Robots) (1920). In een ingezonden brief in Lidové Noviny (een Tsjechisch dagblad, waarvan hij enige tijd redacteur was) in 1933 vertelt Karel Čapek dat het woord door zijn broer Josef is verzonnen (zie externe links). Verder schreef hij Krakatit (1924) over de ontdekking van een explosief van ongekende vernietigingskracht door 'atoomontploffingen'. (Het boek werd geschreven in een periode waarin veel wetenschappelijk onderzoek gedaan werd naar radioactiviteit en naar atoomkernen. Het principe van kernsplijting werd pas in 1938 ontdekt.)
Daarnaast schreef hij ook talloze krantenartikelen, theaterstukken, kinderboeken, detectives, reisverslagen en zelfs een boek over tuinieren. Čapek maakte gebruik van talloze schrijfstijlen en genres, vaak ook binnen een werk. Veel van zijn werk is geschreven met een spitsvondig gevoel voor humor. In 1932 werd een bundeling van zijn reisverslagen uit Nederland uitgegeven onder de naam Obrázky z Holandska (in het Nederlands uitgegeven onder de titel Over Holland). Beroemd is ook zijn Dášeňka (1932, in het Nederland als Tuuntje verschenen) over zijn eigenwijze jonge hondje, geïllustreerd met eigen foto's. In 2019 verscheen het opnieuw in het Nederlands bij uitgeverij EPO, ditmaal onder de naam "Dasja, oftewel het leven van een pup", ISBN 9789491738449.
De broers Čapek vormden de spil van het intellectuele leven in het Tsjecho-Slowakije tussen de twee wereldoorlogen. Ze verenigden linkse avant-gardekunstenaars met conservatievere intellectuelen. Karel genoot ook de warme sympathie van de charismatische president van de Eerste Tsjecho-Slowaakse Republiek (1918-1938), Tomáš Masaryk (1850-1937). Masaryk vroeg hem zijn levensverhaal op te tekenen in Hovory s Masarykem (1928, Gesprekken met Masaryk).
In de jaren 1930 ageerde Čapek in zijn werk steeds meer tegen het opkomende nazisme, fascisme en communisme. In deze periode schreef hij een aantal toneelstukken en romans met een sterk politieke lading. Válka s mloky (1936, Oorlog met de salamanders) is daarvan het beste voorbeeld. Toen met het Akkoord van München in september 1938 duidelijk werd dat de West-Europese landen Tsjecho-Slowakije niet zouden bijstaan tegen de nationaalsocialistische dreiging, stortte zijn wereld in. Kort daarna stierf hij als een gebroken man aan een longontsteking.

## Selectie van werken

### Drama
- R.U.R. (Rosumovi Univerzální Roboti) (1920) (Nederlands: R.U.R., Pegasus, 2010, vertaald door Pim van der Horst)
- Věc Makropulos (1922) (Nederlands: De zaak Makropoulos, 1922, de basis van een opera van Leoš Janáček)
- Bílá nemoc (1937) (Nederlands: De witte ziekte, 1993, Aravna, vertaald door Herman van Tooren; Uitgeverij Pegasus, 2020, vertaald door Kees Mercks)

### Proza
- Krakatit (1924) (Nederlands: Krakatiet (Wereldbibliotheek, 2016, vertaald door Irma Pieper))
- Hordubal (1933) (Nederlands: Hordubal (Van Holkema & Warendorf, 1934, vertaald door M. & R. Weatherall; Wereldbibliotheek, 2019, vertaald door Irma Pieper, ISBN 9789028427402))
- Povětroň (1934) (Nederlands: Meteoor (Wereldbibliotheek, 2017, vertaald door Irma Pieper, ISBN 9789028427259)
- Obyčejný život (1934) (Nederlands: Een doodgewoon leven (2008, Wereldbibliotheek, vertaald door Irma Pieper, ISBN 9789028422469))
- Válka s mloky (1936) (Nederlands: Oorlog met de salamanders (Van Holkema & Warendorf, 1936, vertaald door Eva Raedt-de Canter; Het Spectrum, 1966, vertaald door Willy Wielek-Berg; Wereldbibliotheek, 2011, vertaald door Irma Pieper))
- První parta (1937) (Nederlands: De eerste brigade (Van Holkema & Warendorf, 1939, vertaald door W.A.Fick-Lugten); De eerste ploeg (Leopold, 1986, vertaald door Hans Krijt en Miep Diekmann))

### Overige werken
- Zahradníkův rok (1929) (Nederlands: Het jaar van den tuinman (Van Holkema & Warendorf, 1932, vertaald door Eva Raedt-De Canter); Het jaar van de tuinier (Gianotten, 2003, vertaald (uit het Frans!) door Annemarie Vervoordeldonk))
- Hovory s T. G. Masarykem (1928) (Gesprekken met Masaryk)
- Dášeňka čili život štěněte (1932) (Nederlands: Tuuntje of, Het leven van een jongen hond (Van Holkema & Warendorf, 1935, naverteld door Johan Luger), 'Dasja, oftewel het leven van een pup' (EPO, 2019))
- Obrázky z Holandska (1932) (Nederlands: Over Holland (Van Holkema & Warendorf, 1933, vertaald door Eva Raedt-De Canter); Prenten van Holland (Voetnoot, 2009, vertaald door Kees Mercks))
- Cesta na sever (1936) (Nederlands: Over Scandinavië (Van Holkema & Warendorf, 1940, vertaald door Eva Raedt-De Canter))